# 256
Năm 256 là một năm trong lịch Julius. 